# سد اویس
سد اویس (به لاتین: Avis Dam) یک سد در نامیبیا است.